# 久美沙織
久美 沙織（くみ さおり、1959年4月30日 -）は、日本の小説家。本名は波多野稲子（旧姓:菅原）。ペンネームは山吉 あい（やまよし あい）、五連星 いつみ（すばる いつみ）を経て現在の名に至る。長野県軽井沢町在住。日本推理作家協会、日本SF作家クラブ、各会員。

## 略歴
岩手県盛岡市出身。大田区立大森第六中学校、岩手県立盛岡第一高等学校を経て、上智大学文学部哲学科卒、O型。
- 1979年、『小説ジュニア』4月号において、山吉 あい名義で、『水曜日の夢はとても綺麗な悪夢だった』にてデビュー[4]。ただし、このペンネームはこのときだけのものである。
- 1981年、初の単行本『宿なしミウ』が出版される。「小説ジュニア」の後継誌である季刊小説誌「Cobalt」誌上を主な新作発表の場とし、コバルト文庫にて単行本化される。同誌及びレーベルの看板作家のひとりとなり、同誌新人賞選考委員にも名を連ねる。復刊を除くコバルト文庫での最終作は1993年初版の『東京少年十字軍』。
- 1984年、『丘の家のミッキー』第1作が出版される。この後同作品は1年に2作程度のペースでシリーズ化し、最盛期には初版が10万部以上刷られていたと言われている。なお、最終巻である第10巻は1988年の出版となった。
- 1987年、ハヤカワ文庫より『あけめやみ とじめやみ』出版。一般には少女小説作家として認知されていた久美の初のファンタジー作品であり、『SFマガジン』に連載されていた短編集でもある（ただし、SF作品としては過去にも執筆がある）。なお、同作品は、久美がデビュー以前よりプロットを構成していた作品であり少女小説作品にもたびたびタイトルが登場している。
- 1989年、新潮文庫より『MOTHER』が出版される。それまで後書きなどからゲーム好きであるとは知られていたが、久美にとってこれが初のゲーム関連作品であり、これを皮切りに『ドラゴンクエスト 精霊ルビス伝説』などエニックス関連作品などのノベライズを手がける。
- 1992年までに波多野鷹と結婚、軽井沢に転居する。『軽井沢動物記』はその当時に出版されたエッセイである。
- 1993年、小説ハウツー本である『新人賞の獲り方教えます』を出版する。
- 2004年、第一子となる女児を出産。いわゆる高齢出産での初産であった。それらの体験や心の動きを綴ったエッセイ「45歳、もう生んでもいいかしら？」を翌2005年6月に上梓した。
- 2007年から2009年まで日本SF作家クラブ事務局長をつとめた。
- 2014年から「北の文学」編集部員。

以後、ホラー、ミステリーなどのジャンルにも一定の成果を残し、現在に至る。

## 作品リスト

### コバルト文庫収録
- 『宿無しミウ』（1981年）
- 『とってもシンドローム』（1982年）
- 『ガラスのスニーカー 美人案内講座』（1982年）
- 『プラトニックラブチャイルド』（1982年）
- 『きみの瞳にギャラクシィ』（1983年）
- 『夢のつづきはかためを閉じて』（1983年）
- 『ロマンチックをもう一杯  夢のつづきはかためを閉じて Part2』（1983年）
- 『抱いてアンフィニ - 新・美人案内講座』（1984年）
- 『薔薇の冠 銀の庭』（1984年）挿絵はかがみあきら。
- 『丘の家のミッキー』（1984年）
通称『おかみき』シリーズ作品、第1巻。2・3巻（1985年）、4 - 6巻（1986年）、7・8巻（1987年）9・10巻（1988年）。全10巻。他、『ミッキーのおしゃれ読本』（1987年）はオフィシャルガイドブック。番外編2作品も収録。
主人公浅葉未来（あさば みく）は、東京都心のお嬢様中学校から湘南の「ガラの悪い」女子中学校へと転校する羽目になる。未来が通ったそれぞれの学校（含高校）で出会った友人たちとの間に起こる様々な出来事を通し未来は成長する。当初の挿絵はめるへんめーかー。
2001年、新装版として再版された。挿絵は竹岡美穂。巻末に1980年代当時の時代背景や言葉の解説を書き加えている。
2014年に新装版をベースにした電子書籍化されている。電子書籍版のイラストはめるへんめーかーで作者との対談も掲載されている。
- 『3時のおやつに毒薬を』（1984年）
通称『半熟せりかの探偵ごっこ』シリーズ作品、第1巻。『碧い宝石箱』（1985年）、『ありがちのラブ・ソング』（1987年）、『百九十センチの迷惑』（1988年）のタイトルでシリーズ刊行。表紙・挿絵は藤原カムイ。
主人公・舞せりか（まい せりか）と、10歳年上の彼氏・茅野遙（かやの はるか）が遭遇する事件を描いたライトミステリー
1988年（昭和63年）7月25日に集英社カセットよりカセットブック「3時のおやつに毒薬を」（ISBN:4-08-901008-X）が発売された（原作：久美沙織、脚色：小山真弓、演出：中山三喜男、音響：中山恵三）。配役は、舞せりか：山田栄子、茅野遙：塩沢兼人 他。
- 『風をつかまえて』（1985年）
- 『デュエット』（1985年） - めるへんめーかーとの共作
- 『これがオシュートメさんだ』（1986年）
- 『ありがちのラブ・ソング』1987
- 『KING（キング）の頬をはりとばせ』（1987年）
- 『花のお祭り少年団』（1988年）
- 『花の時間鳥の時間』（1988年））
- 『みやは負けない!』（1988年）
- 『燃える月』（1989年）
- 『鏡の中のれもん』（1989年）
『鏡の中のれもん』シリーズ作品、第1巻。1-3巻（1989年）、4-7巻（1990年）、8-9巻（1991年）。単行本全9巻。挿絵はもとなおこ。
お嬢様育ちで自己愛が強く我が儘で奔放な美少女・結実（ゆみ）。学校では演劇部に所属し、その美貌で常に注目されている。私生活でも両親、実の兄・圭に溺愛されて何不自由ない幸せな毎日を過ごしている。結実にとって完璧な存在である兄に対して、肉親への愛以上の感情を抱いている。その平穏な生活に変化が訪れる。結実とは性格がまるで正反対な内気で気の弱い従姉妹の待子が同居することになり、それまでの生活や心が乱され始める。
詩人・新川和江の代表作のひとつ「ふゆのさくら」の一節をタイトルに拝借している。
- 『あなたがとても好きだから』（1991年）
- 『東京少年十字軍』<上・下>（1992年・1993年）- コバルト文庫で発表した最後の作品。雑誌連載時は森園みるくの挿絵だったが単行本ではさいきなおこになっている。

### ゲーム関連ノベライズ
- MOTHER
任天堂の人気RPGである『MOTHER』のノベライズ。続編である『MOTHER2 ギーグの逆襲』も久美によりノベライズされている。
- 小説ドラゴンクエストIV
人気RPGである『ドラゴンクエストIV 導かれし者たち』のノベライズ。各章の各主人公に合わせて文体・一人称・三人称を使い分けるという実験的な試みが行なわれている。久美沙織はこのほか、『ドラゴンクエストV 天空の花嫁』、『ドラゴンクエストVI 幻の大地』など、他のドラゴンクエストシリーズのノベライズも手がけている（『CDシアター ドラゴンクエストIV』では声優としてゲスト出演）。
- ドラゴンクエスト 精霊ルビス伝説
- 『小説アンジェリーク異聞 剣豪倉菱無関心之助』光栄 1996年
- 『天地創造- Light in the darkness』

### SF、ファンタジー
- 『あけめやみ とじめやみ』ハヤカワ文庫、1987年
短編集。「あけめやみ　とじめやみ」「OUT OF DATA」「紙の舟」「きんぽうげ」「サマー・ドレス」「ドリーム・キャスター」を収録。
- 『Mother : the original story』新潮文庫 1989年
- 『ソーントーン・サイクル』シリーズ 全3巻　新潮文庫、1991年-1995年

1. 石の剣
2. 舞いおりた翼
3. 青狼王のくちづけ

- 『獣虫記』シリーズ 講談社ノベルス

1. 獣虫記 1994年
2. 双頭の蛇 獣虫記2 1995年

- 『真珠たち』ハヤカワ文庫、1994年
- 『ドラゴンファーム』シリーズ プランニングハウス→【改題】ハヤカワ文庫
  - ドラゴンファームはいつもにぎやか 1998年
    - 【改題】竜飼いの紋章 2001年

  - ドラゴンファームのゆかいな仲間 上下巻 1999年
    - 【改題】竜騎手の誇り 2001年

  - ドラゴンファームのこどもたち 上下巻 1999年
    - 【改題】聖竜師の誓い 2001年

竜を飼う牧場に住むフュンフを巡って起こる出来事を語る物語。2009年、第1巻が「ドラゴンファームはいつもにぎやか」の題で立飛駿によって漫画化されている。
- 『ひとりぼっちのくま :Happy bears』坂崎千春絵 フェリシモ 1999年
- 『腐敗の帝王』角川書店 2002年-2003年
- 『ここは魔法少年育成センター』シリーズ 全5巻 エニックス、2002年-2004年 のちソフトバンククリエイティブ 2006年-2008年
- 『偽悪天使 幻想浪漫小説』光文社カッパ・ノベルス 2004年
- 『冷蔵庫』シリーズ e-NOVELS 2001年-2002年
- 『プリンセス・ストーリーズ』シリーズ POO絵　角川つばさ文庫

1. シンデレラ 美女と野獣 （2011年）
2. 白雪姫と黒の女王 （2013年）
3. 眠り姫と13番めの魔女 （2014年）
4. 赤ずきんと狼王　(2019年)

- 『グイン・サーガ外伝23　星降る草原』天狼プロダクション監修 ハヤカワ文庫 2012年
- 『毒姫 水晶の檻』朝日新聞出版 2013年
三原ミツカズ原作の漫画のノベライズ。

### ミステリー
- 『修道女マリコ』扶桑社文庫 1994年
- 『恋は劇薬 修道女マリコ2』扶桑社文庫 1994年
- 『ショパンの事情 修道女マリコ3』扶桑社文庫 1995年

### ホラー
- 『夜にひらく窓』ハヤカワ文庫 1995年
- 『電車』アスキー 1999年
- 『孕む』イースト・プレス 2000年 のち光文社文庫
- 『いつか海に行ったね』祥伝社文庫 2001年

### その他フィクション
- 『Speak easyの魚たち』角川文庫 1988年
- 『裸足でブーツ』双葉社 レディース文庫 1988年
- 『今夜だけうそつき』集英社 1992年
- 『グラス・キャッスル』飛天出版 1994年
- 『あいたい。』TOKYO FM出版 1996年
- 『頭痛少女の純情』徳間文庫 1996年
- 『誘惑者』ベストセラーズ ワニの本 1996年
- 『小説を書きたがる人々』角川書店 1998年
- 『恋じゃない』文庫書下ろし 長編恋愛小説 光文社文庫 2001年
- 『あの夏に戻れなくても』 長編小説 光文社文庫 2002年
- 『Help!』光文社 2003年
- 『小説エマ』エンターブレイン 2005年
森薫の漫画のノベライズ。
- 『わたしたちは天使なのよ! 放課後のファンタジスタ』スクウェア・エニックス 2005年
- 『ブルー』理論社 2010年

### ノンフィクション（エッセイ等）
- 『軽井沢動物記』波多野鷹監修 扶桑社 1992年
- 『きれいでなければ生きられない』徳間書店 1992年
- 『久美沙織の新人賞の獲り方おしえます』徳間書店 1993年 のち文庫　
実際に開かれた文章養成講座の内容を元に構成された、小説の書き方作法本。文章の他に、原稿用紙の使い方、賞への応募方法についても言及されている。続編が他に2冊（『もう一度だけ――』『これがトドメの――』）出版された。
  - 『もう一度だけ新人賞の獲り方おしえます』徳間書店 1995年 のち文庫
  - 『これがトドメの新人賞の獲り方おしえます』徳間書店 1998年
- 『結婚っていいかもしれない』藤臣柊子コミック ぶんか社 1994年
- 『書いてみよう! たった一度の人生を賢くすごす武器』ポプラ社 10代の教養図書館 1995年
- 『極私的通販大全 たのしみかたとトクしかた』徳間書店 Tokutokuマニュアル 1995年
- 『よい子仮面なんかいらない』ポプラ社 自分探しの旅シリーズ 1996年
- 『これが猫（わたし）の生きる道 こころのシッポを高くかかげて』大和書房 1997年
- 『ネコ的な遺伝子』目羅健嗣絵 ぶんか社 1997年
- 『感じる恋愛論 ほんとうは、誰よりも愛してる』青春出版社 1998年
- 『ヒロインで読むミステリー』河出書房新社 1999年
- 『人生思い通りにコトを運ぶ法』三笠書房 2003年
- 『「赤い糸」の法則 出会いと結婚10のすてきな物語』サンマーク出版 2004年
- 『コバルト風雲録』本の雑誌社 2004年
- 『45歳、もう生んでもいいかしら? わがままノロマ（高）オロオロ出産記』メディアファクトリー 2005年
挫折だらけの不妊時代から奇跡の妊娠、45歳の母になるまでを「大人の本音」で綴った、生みたい人も生まない理由を見つけた人も、みんなが共感できる爆笑出産記。（オビより抜粋）
- 『ナチュラルな妊娠 赤ちゃんを上手に待つ10のヒント』ヴィレッジブックス新書 2008年

### 翻訳
- 『ヘイスタック』BL出版 1998年
※アーサー・ガイサートの絵本。このほか『コブタをかぞえてIからMM』『プレーリータウン』『リバータウン』『マウンテンタウン』『デザートタウン』『ナーサリークライムズ』などの同著者の絵本の翻訳も行っている。
- 『ナーサリークライムズ しちめんどうくさい七面鳥盗難事件』BL出版 2003年
- 『100年後も読まれる名作8 小公女セーラ』KADOKAWA 2018年4月　※F・H・バーネットの作品

### 共著
- 『ソメイヨシノは、実をつけない 新宿2丁目的青春』福島光生共著 メディアファクトリー 1995年
- 『万華鏡』祥伝社 1996年 のち文庫 2015年
- 『正義ってなんだろう? 10代の哲学』中村敦夫、那須正幹共著 ポプラ社 1997年
- 『笑うOL笑われるOL』童夢梨乃 コミック ぶんか社 1998年

### アンソロジー収録作
- REMISS〔リミス〕（『異形コレクション ラヴ・フリーク』廣済堂文庫 1998年1月）
- 賢者のオークション（『あのころの宝もの ほんのり心が温まる12のショートストーリー』メディアファクトリー 2003年3月 / 【改題】『ありがと。 あのころの宝もの十二話』メディアファクトリーMF文庫ダ・ヴィンチ 2004年10月）

### LP
- MYSTERIOUS BEAUTY（1985年、日本コロムビア/CX-7245）
『君の瞳にギャラクシィ』『3時のおやつに毒薬を』『碧い宝石箱』トータルイメージアルバム。作者である久美自らが作詞・作曲・歌に挑戦している。宮城純子、小室みつ子、笹路正徳らも参加。ジャケットは『碧い宝石箱』と同じ（イラスト：藤原カムイ）発売時価格1280円。
- 収録曲
  - 1．OPENING MEDLEY　2.P・O・I・S・O・N　3.IS BUTTERFLY FREE?　4.KISS ME　5.HERE COMES MARLOWE　6.TRIANGLE TROUBLE MAKER　7.SIMPLE REASON　8.SIMPLE REASON　9.MYSTERIOUS BEAUTY 10.ENDLESS

- 丘の家のミッキー（1986年、日本コロムビア/CX7290）
イメージアルバム。久美自らが作詞・作曲・歌を担当。他、宮城純子、笹路正徳も参加。ジャケットはめるへんめーかーが描き下ろした。発売時価格2500円。
- 収録曲
  - 1.丘の家のミッキー　2.憧れのSugar Star　3.Best Friend　4.うららはごきげん　5.寂しい転校生　6.三流女子高生ブギ　7.秋の海 雨の海　8.Boys Racer　9.Day Dream Dancing　10よろしくスキッパー